# Megumi Ogata
Megumi Ogata (jap. 緒方 恵美; * 6. Juni 1965 in Tokio) ist eine Seiyū (japanische Synchronsprecherin) und unter dem Namen em:óu eine J-Pop-Sängerin.
Bevor sie Synchronsprecherin wurde, war sie als Schauspielerin in der Neverland Musical Community tätig. Als diese schloss, nahm sie an einem Kurs von Aoni Production teil. Bereits in der Grundschule war sie an Schauspielerei interessiert. Das Interesse flachte in der Mittelschule jedoch ab, da sie sich ganz Sportarten wie Basketball und Handball widmete. Als sie auf die Oberschule kam, begann ihr Leben auf der Bühne. Sie wollte ihr Studium aufgeben, allerdings hinderte sie ihr Vater daran. Sie studierte aber nur ein Jahr lang ihr eigentliches Fach und wechselte daraufhin zu einem Studium der Musik. Sie verließ ihre Familie, um ein neues Leben zu beginnen.
Die Figuren, denen sie ihre Stimme leiht, sind oft Jungen oder burschikose Mädchen.

## Synchronrollen
Diesen Charakteren lieh sie ihre Stimme:
- Oh! My Goddess: Keiichi Morisato als Kind
- Alice in Cyberland: Charlie
- Android Ana Maico 2010: Ryoko
- Armitage III: Julian Moore
- B’tX: Karen
- Bleach: Tia Harribel
- Card Captor Sakura: Yukito Tsukishiro
- Crayon Shin-Chan (Folge 173): Yoko
- Danasite 999.9: Daiba Tetsurou
- Danganronpa – The Animation: Makoto Naegi
- Danganronpa: Trigger Happy Havoc: Makoto Naegi
- Danganronpa 2: Goodbye Despair: Nagito Komaeda
- Earthian: Elvira
- Neon Genesis Evangelion: Shinji Ikari
- Flame of Recca: Aki
- Fullmoon wo Sagashite: Izumi Rio
- Gaia Toyota: Apolon
- Ghost Sweeper Mikami: Yokoshimas Mutter, weitere kleinere Rollen
- GTO (Folge 7): Murai Juria
- Hameln no Violin Hiki (TV): Sizer
- Hyper Doll: Erika
- Kakugo no Susume: Harara Hagakure
- Karukurizoushi Ayatsuri Sakon: Sakon Tachibana
- Kazeshimasu?: Kumiko
- Kigyou Senshi Yamazaki: Suzuki
- Kodomo no Omocha (OVA): Akito Hayama
- Landlock: Agahari
- Legend of Crystania: Jenoba/Genova
- Magic Knight Rayearth: Prinzessin Emeraude
- Magic Knight Rayearth (2. Staffel): Eagle Vision
- Maps: Shian
- Megami Paradise: Juliana
- Miyuki-chan im Wunderland: Tou Li
- Neoranga: Ohmori
- Rai: Hiryuu
- Sailor Moon: Haruka Tenoh (Sailor Uranus), Petsu, Vampiru (Folge 47), Seireen (Folge 54)
- Sailor Moon (R-Film): Mamoru Chiba
- Samurai Deeper Kyo: Yukimura Sanada
- Toilet-Bound Hanako-kun: Hanako
- Tonde Buurin (Folge 28): Mutchi
- Tsuyoshi Shikkari Shinasai: Shizuo
- UFO Princess Walküre: Walküre (erwachsen)
- Vampire Princess Miyu (TV): Reiha, Matsukaze
- Yamato Takeru: Roka
- Yu-Gi-Oh!: Yugi Muto
- Yū Yū Hakusho: Kurama
- Zenki: Anju